# Yang Zhigang
Yang Zhigang – chiński zapaśnik w stylu wolnym. Zajął 24 miejsce na mistrzostwach świata w 1991. Brązowy medal na igrzyskach azjatyckich w 1990. Piąty w mistrzostwach Azji w 1992 roku.